# 범의료한방대책위원회
범의료한방대책위원회는 한방 의료계의 전반적인 문제점을 파헤치고 시정하기 위해 조직된 단체다. 장동익 대한내과의사회 회장을 위원장으로 구성되었다. 추후 국민건강수호연대라는 시민단체로 확대 개편되었다.